# Worodougou
Worodougou är en region i Elfenbenskusten. Den ligger i den centrala delen av landet, 220 km nordväst om huvudstaden Yamoussoukro. Antalet invånare var 429 812 vid folkräkningen 2021. Worodougou gränsar till Bagoué, Béré, Haut-Sassandra, Guémon, Tonkpi, Bafing och Kabadougou.
Worodougou delas in i departementen:
- Séguéla
- Kani